# Absurd-Ditties
Absurd-Ditties es el séptimo álbum de estudio de la banda de punk británica The Toy Dolls. Se publicó en el año 1993.

## Lista de canciones
1. "Absurd-Ditties"  – 0:44
2. "I'm a Telly Addict"  – 2:48
3. ""Terry Talking""  – 2:35
4. "Ernie Had a Hernia"  – 3:17
5. "Toccata in Dm"  – 2:37
6. "My Wife's a Psycopath!"  – 2:52
7. "Sod the Neighbours"  – 2:28
8. "Melancholy Margaret"  – 2:24
9. "Drooling Banjos"  – 3:53
10. "Alecs Gone"  – 2:59
11. "When You're Jimmy Savile"  – 3:07
12. "Caught up the Reeperbahn!"  – 3:19
13. "Dez the Demon Decorator"  – 2:57
14. "Absurd-Ditties (End Bit)"  – 0:46

## Personal
- Michael "Olga" Algar – Voz y guitarra
- John "K'Cee" Casey – Bajo
- Martin "Marty" Yule – Batería